# Världsförbundet för mellanfolkligt samförstånd genom kyrkosamfunden
Världsförbundet för mellanfolkligt samförstånd genom kyrkosamfunden eller Allmänkyrkliga världsförbundet (engelska World Alliance for Promoting International Friendship through the Churches, tyska Weltbund für internationale Freundschaftsarbeit der Kirchen, franska Alliance universelle pour les relations amicales entre les nations par le moyen des églises) var en ekumenisk organisation som var verksam främst under mellankrigstiden. Förbundet upplöstes 1948, när Kyrkornas världsråd bildades.
Världsförbundet framgick ur strävanden från årtiondet närmast före första världskriget att sammanföra kyrkliga kretsar i Storbritannien och Tyskland för att motverka den växande spänningen mellan dess båda folk. Andrew Carnegie bidrog med en donation för att göra rörelsen fullt internationell, och Världsförbundet bildades på en konferens i Konstanz den 2 augusti 1914, i samma dagar som kriget utbröt. De våldsamma utbrott av folkhat, som kriget framkallade, hejdade för åratal förbundets verksamhet, men bidrog även till att i allt vidare kretsar väcka insikt om betydelsen av dess strävan att mellan olika kristna samfund åstadkomma samarbete i syfte att närma folken till varandra. 
Verksamheten återupptogs efter kriget genom ett möte i Oud Wassenaar vid Haag i oktober 1919 och växte därefter, så att förbundet fick nationalavdelningar i de flesta europeiska länder (liksom i Förenta staterna). Ordförande var ärkebiskopen av Canterbury Randall Davidson och från 1935 biskopen i Haderslev Valdemar Ammundsen. Generalsekreterare var Willoughby Dickinson. Flera tidskrifter i olika länder (Goodwill i England, Le christianisme social i Frankrike, Die Eiche i Tyskland med flera) arbetade i förbundets anda. Medan de flesta trossamfund som präglats av reformationen och även några av de östligt ortodoxa kyrkorna nåddes av rörelsen förhöll sig den romerska kyrkan avvisande. 
Efter konferensen i Oud Wassenaer 1919 höll förbundet konferenser i Beatenberg i Schweiz 1920, i Köpenhamn 1922 och i Stockholm omedelbart före det allmänkyrkliga mötet, i augusti 1925. Dessutom sammanträdde årligen ett arbetsutskott, bestående av en representant för kyrkorna i de till förbundet anslutna staterna. Ett viktigt led i arbetet utgjorde de gruppkonferenser, som årligen hölls mellan representanter för en del närliggande stater för diskussion av gemensamma tvistefrågor. I förgrunden vid alla dessa möten stod frågorna om religiösa och nationella minoriteters rätt och om avrustning. En kommission tillsattes 1922 för att undersöka förhållandena i det ockuperade Rhenlandet, en annan med uppdrag att pröva läroböckerna i historia i olika länder och utröna, i vad mån genom dem nationella fördomar och ovänskap mellan folken vidmakthölls.
I Sverige bildades en nationalkommitté med representanter från de flesta kristna samfund och rörelser 1915. Ordförande var först biskop Knut Henning Gezelius von Schéele och från 1917 ärkebiskop Nathan Söderblom. Sekreterare efter doktor Karl Fries (1915–1918) blev professor Knut Bernhard Westman. Kommittén anordnade bland annat vid årsskiftet 1918–1919 en opinionsyttring för en försonlig fred, som samlade 310 000 deltagare. Sveriges representant i det internationella arbetsutskottet var professor Otto Nordenskjöld. I Sverige utgav förbundet kvartalsskriften Kristen gemenskap.